# عبد الوهاب أشرفي
الدكتور سيد عبد الوهاب أشرفي (الأردية / الفارسية: سید عبدالوہاب اشرفی؛ بالهندية: अशरफी 2 يونيو 1936 - 15 يوليو 2012)، كان ناقدًا وأديبًا هنديًا وشخصية مرموقة في عالم الأدب الأردي. ينتمي إلى عائلة السلطان الصوفي سيد مخدوم أشرف جهانكير سمناني.